# Vinnie Vincent Invasion
I Vinnie Vincent Invasion furono un gruppo heavy metal statunitense di breve vita, fondato dall'ex chitarrista dei Kiss, Vinnie Vincent, da cui il gruppo prende il nome.

## Storia del gruppo

### Le origini
Il tutto risalirebbe alla prima formazione degli Warrior, che comprendeva lo stesso Vincent e gli ex-New England Hirsh Gardner (batteria), Gary Shea (basso) e Jimmy Waldo (tastiere). Questi, abbandonati dal loro cantante/chitarrista John Fannon, si dovettero trasferire addirittura a Los Angeles per riuscire a coinvolgere l'estroso chitarrista nella rinascita del loro gruppo che, alla fine, mutò persino il nome. Il tutto saltò, però, dopo svariati demo (a cui partecipò in veste di cantante il futuro vocalist dei Toto Fergie Frederiksen) a causa della chiamata di Vinnie nei Kiss. Gardner rimase all'asciutto (anche per quanto riguarda i crediti futuri degli Invasion), mentre Shea e Waldo parteciparono alla nuova avventura di Graham Bonnet coi suoi Alcatrazz.

### Kiss
Vinnie Vincent partecipò alle registrazioni e alla composizione di Creatures of the Night come sostituto di Ace Frehley ma, entrò ufficialmente nei Kiss quando quest'ultimo non si fece vivo per partecipare al tour. Così, assieme a Vincent, i Kiss incisero anche Lick It Up nel 1983, a cui partecipò alla stesura di otto dei dieci brani del disco. Dopodiché, non accettando di sottostare agli accordi di sola "partecipazione" nel gruppo, non fu confermato per la seconda serie di concerti. Ma, dopo che Frehley si rifiutò di rientrare nella band, i due leader dei Kiss (Gene Simmons e Paul Stanley) furono costretti a richiamarlo per proseguire il tour di supporto all'album. Gli attriti tra il chitarrista e i membri fondatori non accennarono a placarsi, e questa volta Stanley e Simmons lo licenziarono definitivamente nel marzo del 1984, sostituendolo con Mark St. John. Gene Simmons dichiarò che Vincent venne cacciato dalla band a causa del suo comportamento immorale. Più tardi, nel 1986, Vinnie Vincent chiese il risarcimento di 6 milioni di dollari nei confronti del management del gruppo, per negati diritti d'autore su alcuni brani, tuttavia perse la causa e non ricevette nulla.

### Invasion
Dopo questa esperienza con una delle band più note della storia del rock, che diede al musicista una grossa reputazione, Vincent decise di fondare il suo progetto, il quale ebbe ufficialmente inizio nel 1985, i Vinnie Vincent Invasion. Il nome Invasion era stato "rubato" da quello del progetto del chitarrista Greg Leon, già turnista per Quiet Riot e Dokken, che aveva già fondato i Greg Leon Invasion attorno a cinque anni prima. Il personale della Chrysalis Records (etichetta di Vincent) telefonò a Leon per invitarlo a smettere di usare il nome di Invasion, ma il chitarrista, tramite il suo avvocato, trovò un accordo con Vinnie Vincent, grazie al quale Leon gli permise l'utilizzo del nome per sette anni.
Firmando per la Chrysalis Records, Vincent reclutò Dana Strum, primo bassista di Ozzy Osbourne che introdusse Randy Rhoads al cantante, e più tardi anche Jake E. Lee. Completarono la formazione il batterista Myron Grombacher (già membro delle band di Pat Benatar e Rick Derringer) ed il cantante svedese Göran Edman. Gli Invasion incisero alcune demo, ma Edman abbandonò presto il gruppo per collaborare dapprima con gli Swedish Erotica nel 1987. Dopo varie ricerche venne reclutato il cantante Robert Fleischman, il quale aveva militato per un periodo nei Journey nel 1977 come primissimo cantante e fu preso in considerazione da Vincent stesso per gli Warrior (il gruppo fondato prima di entrare nei Kiss). Questa formazione dei Vinnie Vincent Invasion incise la prima demo nel 1985. Poco dopo, il texano Bobby Rock subentrò al posto di Grombacher, il quale entrò come batterista nella band di Lita Ford con cui incise svariati album durante gli anni ottanta.
La formazione ormai consolidata debuttò con l'omonimo Vinnie Vincent Invasion nel 1986. L'album, caratterizzato da sonorità prettamente heavy metal melodiche, presenta inoltre numerosi virtuosismi di Vincent, da molti definito un talento sottovalutato. Il disco ebbe un buon successo di critica e pubblico. Si notò subito come Fleischman si distingueva nel look dai compagni, i quali esponevano un abbigliamento glam, mentre quest'ultimo si rifiutò di seguire la loro scelta, senza adottare capelli lunghi e cotonati; inoltre il cantante non dimostrò neanche interesse nell'intraprendere il tour con il gruppo. Non sorprende quindi che Vincent si convinse ad allontanare Fleischman, rivolgendosi a Mark Slaughter, che connotava delle doti vocali sullo stesso stile del suo predecessore.
Alcune voci non confermate sostennero che Mark Slaughter fu la scelta iniziale di Vinnie, ma egli perse i suoi riferimenti e non riuscì più a contattarlo. Rimastagli solo una audio cassetta demo di Slaughter, Vinnie arruolò quindi Fleischman e gli chiese di imitare lo stile in falsetto di Slaughter. I brani "Animal", "Twisted" e "I Wanna Be Your Victim" vennero scritti da Vincent per il disco dei Kiss Animalize del 1984, ma con la sua dipartita, Vincent decise infine di pubblicarle nell'album solista.
Il gruppo, arruolato il nuovo componente, girò il videoclip del brano "Boyz Are Gonna Rock", a cui partecipò Slaughter, nonostante la voce fosse rimasta quella del brano originale registrata da Fleischman. La band poi suonò al fianco di Alice Cooper e Iron Maiden durante il 1986. Alcuni fan inizialmente si confusero, credendo che Slaughter fosse Fleischman con una parrucca, ma presto si abituarono al nuovo cantante. Inoltre John Norum, chitarrista degli Europe, pubblicò il suo esordio solista Total Control nel 1987 con all'interno la reinterpretazione del brano "Back on the Streets" dei Vinnie Vincent Invasion.
Con Slaughter, la band registrò il secondo album All Systems Go nel 1988. Il brano "Love Kills" venne inserito nella colonna sonora di Nightmare 4 - Il non risveglio. L'album non si rivelò popolare al pari del precedente, anche a causa di tensioni interne tra Slaughter e Vincent. Alcune voci sostennero che la causa dello scioglimento fu il fatto che Vincent voleva risultare sempre al centro dei riflettori, pare lo stesso motivo per cui venne allontanato dai Kiss. Questa formazione degli Invasion si sciolse nell'agosto dello stesso anno. La band infatti annunciò lo scioglimento ufficialmente il 26 agosto 1988 ad uno show ad Anaheim, in California.

### Dopo lo scioglimento
Strum e Slaughter mantennero il contratto con la Chrysalis Records e fondarono gli Slaughter pochi mesi dopo, con cui intrapresero una fiorente carriera. Bobby Rock, militò in diverse band come i Nitro, Nelson e gli Hardline.
Durante il 1989, Vincent ricontattò Göran Edman per ricostruire il progetto Invasion e pubblicare un eventuale terzo album. Vennero coinvolti anche il bassista Chris Lee ed il batterista Andre LaBell, ma questa formazione non ebbe seguito poiché Edman optò per raggiungere la band di Yngwie Malmsteen.
Vinnie decise di continuare il progetto con Robert Fleischman. Questa formazione, composta da Vincent, Fleischman e Andre LaBell, si esibì ad alcuni concerti in questi anni. Si assicurarono un contratto con la Enigma Records e realizzarono prima la demo Guitars from Hell e poi il vero e proprio album. Sfortunatamente il contratto fallì quando la Enigma dichiarò banca rotta e venne inglobata dalla Capitol Records. L'album non vide mai la luce, almeno ufficialmente. Infatti vennero fatti circolare diversi bootleg nel corso degli anni. Il disco venne registrato tra il 1989 e il 1991. Mentre le tracce "Full Shred" e "Wild Child" vennero inserite nell'EP Euphoria qualche anno dopo.
Vinnie tentò di portare avanti il progetto Invasion e decise di pubblicare l'album Guitars from Hell sotto un altro nome, la quale uscita era prevista per il 1997. Questo presentava appunto le tracce già contenute nel precedente album irrealizzato ma con la lista tracce e qualche titolo cambiato. Il nome originale dell'album doveva essere "Revenge". All'epoca Vinnie stava collaborando con i Kiss per il loro nuovo album. A Gene Simmons piacque il titolo che avrebbe dovuto avere l'album di Vincent, e gli chiese se poteva usarlo per dare il nome al nuovo album dei Kiss. Vinnie accettò e i Kiss nel 1992 pubblicarono il disco Revenge in cui Vincent collaborò alla composizione di alcuni brani. Vinnie poi decise di usare il titolo Guitarmageddon per l'album (Guitars from Hell venne comunque pubblicato non ufficialmente).
Nei metà anni novanta Vincent realizzò un EP composto da quattro brani che sarebbero dovuti comparire negli album irrealizzati. Questo era l'EP di quattro tracce Euphoria, edito nel 1996 per la Metaluna Records, etichetta di proprietà di Vincent. Alle registrazioni del disco partecipò Robert Fleischman, mentre Vincent coprì anche il ruolo di bassista.
Notizie sul progetto di Vinnie Vincent emersero nel 2004 con Archive Volumes I: Speedball Jamm. Questo EP era composto da vecchie registrazioni dei Vinnie Vincent Invasion durante il periodo con Mark Slaughter. Nel frattempo venne anche pubblicata una raccolta da due CD in serie limitata per una tiratura di mille copie, intitolata Special Edition, che raccoglieva il materiale dei primi due album.

## Curiosità
- Il brano "Boyz Are Gonna Rock" venne in origine scritto e registrato nel 1978 dal gruppo di Vincent precedente ai Kiss, chiamato Warrior (nel quale militava anche Robert Fleischman). Con lo scioglimento della band il brano venne accantonato. Quando Vincent entrò nei Kiss, progettò di riutilizzarlo. Il brano sarebbe dovuto apparire con il titolo "And on the Eighth Day" nell'album dei Kiss Lick It Up del 1983[7].
- Il primissimo cantante dei Vinnie Vincent Invasion fu Göran Edman, che successivamente collaborerà con diversi altri artisti tra cui la band svedese Swedish Erotica, che abbandonò prematuramente, poi con John Norum degli Europe e con Yngwie Malmsteen[7].
- John Norum, chitarrista degli Europe, pubblicò il suo esordio solista Total Control nel 1987 con all'interno il brano "Back on the Streets". Il disco vedeva alla voce proprio il primo cantante dei Vinnie Vincent Invasion, Göran Edman[7].
- Il primo batterista della band fu Myron Grombacher, con cui gli Invasion registreranno solo qualche demo. Verrà poco dopo sostituito con il batterista Bobby Rock a tempo indeterminato. Grombacher farà strada con la band di Lita Ford, con cui registrerà diversi album[7].
- Il video di "Boyz Are Gonna Rock" vedeva Mark Slaughter al posto di Robert Fleischman, nonostante il brano fosse stato registrato con la voce di Fleischman. Quest'ultimo non partecipò al video poiché venne allontanato dalla band poco dopo l'uscita del disco[7].
- Ace Frehley, primo chitarrista solista dei Kiss, registrò una demo di "Back on the Streets" nel 1985[7].
- Il brano "Love Kills" fece parte della colonna sonora del film Nightmare 4 - Il non risveglio. Venne anche girato il videoclip con alcune scene del film.
- L'ultimo singolo estratto dal secondo album, "That Time of Year", vedeva la band accreditata come "Vinnie Vincent Invasion con Mark Slaughter". Vincent venne così accusato dai membri della band, come in precedenza con i Kiss, di voler essere sempre al centro dell'attenzione e al centro dei riflettori[7].

## Formazione

### Ultima
- Vinnie Vincent – chitarra e voce secondaria (1985-1988)
- Dana Strum – basso (1985-1988)
- Bobby Rock – batteria (1985-1988)
- Mark Slaughter – voce (1986-1988)

### Ex componenti
- Göran Edman – voce (1985)
- Myron Grombacher – batteria (1985)
- Robert Fleischman – voce (1985-1986)

## Discografia

### Album in studio
- 1986 – Vinnie Vincent Invasion
- 1988 – All Systems Go

### EP
- 1996 – Euphoria (accreditato come album di Vinnie Vincent)
- 2004 – Archive Volumes I: Speedball Jamm (accreditato come album di Vinnie Vincent)

### Raccolte
- 2003 – Special Edition

## Videoclip
- 1986 – Boyz Are Gonna Rock
- 1988 – Love Kills
- 1988 – That Time of Year